# Fragile (chanson de Sting)
Pour les articles homonymes, voir Fragile.
Singles de Sting
Englishman in New York
(1988) They Dance Alone
(1988)
Fragile est une chanson écrite, composée et interprétée par le chanteur britannique Sting. Sortie en single en avril 1988, elle est extraite de l'album ...Nothing Like the Sun paru en octobre 1987.

## Historique
Fragile est un hommage à Ben Linder, un ingénieur américain qui travaillait sur un projet hydroélectrique au Nicaragua, qui fut tué par les Contras en 1987.
Chantée en anglais dans sa version d'origine, Sting l'a aussi enregistrée en portugais et en espagnol sous les titres Frágil (texte adapté par Liluca) et Frágilidad (adaptation par Roberto Livi). Ces versions apparaissent en face B du single ou du maxi ainsi que sur le EP Nada como el sol.
C'est Sting lui-même qui joue de la guitare acoustique sur la chanson.
Il la reprend sur son album My Songs sorti en 2019, sur lequel il reprend de ses chansons et d'autres de son ancien groupe The Police et il les réinterprète différemment, pour les remettre au goût du jour.

## Fragilesur scène
Même si le succès commercial du single est resté relativement modeste, la chanson est devenue un incontournable du répertoire scénique de Sting. Son interprétation revêt parfois un caractère particulier, par exemple lors du concert donné le soir des attentats du 11 septembre 2001 (enregistré sur l'album live All This Time) où il choisit cette chanson pour commencer le concert. Il fait le même choix le 12 novembre 2016 lors du concert hommage qu'il donne à Paris au Bataclan au profit des associations de victimes des attentats du 13 novembre 2015 en France. 
Dans la même veine, elle a été offerte virtuellement et en direct par Sting le 1er octobre 2020 lors du concert de collecte de fonds, Unis pour le Liban, après les explosions au port de Beyrouth le 4 août 2020, qui ont laissé derrière elles dégâts et pertes humaines. 

## Classements hebdomadaires
| Classement (1988)                      | Meilleure position |
| -------------------------------------- | ------------------ |
| Belgique (Flandre Ultratop 50 Singles) | 11                 |
| Italie (FIMI)                          | 29                 |
| Pays-Bas (Nederlandse Top 40)          | 10                 |
| Pays-Bas (Single Top 100)              | 12                 |
| Royaume-Uni (UK Singles Chart)         | 70                 |

| Classement (2001)            | Meilleure position |
| ---------------------------- | ------------------ |
| Allemagne (Media Control AG) | 92                 |
| Pays-Bas (Single Top 100)    | 75                 |
| Italie (FIMI)                | 25                 |
| Suisse (Schweizer Hitparade) | 64                 |

| Classement (2016) | Meilleure position |
| ----------------- | ------------------ |
| France (SNEP)     | 94                 |

| Classement (2018)                   | Meilleure position |
| ----------------------------------- | ------------------ |
| France (SNEP Ventes hors streaming) | 12                 |

## Reprises
Fragile a été reprise par de nombreux artistes, parmi lesquels Julio Iglesias en 1994 (avec la participation de Sting aux chœurs et à la guitare), version classée 53e au Royaume-Uni et 40e en Belgique,, Isaac Hayes (77e dans les charts britanniques), Dionne Warwick, Mercedes Sosa, Cassandra Wilson, Nils Landgren au sein du JazzBaltica Project de Pat Metheny en 2003, etc. 
La chanson a été interprétée par une chorale d’enfants lors de la scène finale du deuxième épisode de la mini-série Adolescence, diffusée sur Netflix.  